# Max Martin
Max Martin, właśc. Karl Martin Sandberg (ur. 26 lutego 1971 w Sztokholmie) – szwedzki producent muzyczny i autor tekstów piosenek. Współpracował z artystami, takimi jak m.in.: Ace of Base, *NSYNC, Jessica Folcker, Christina Aguilera, Britney Spears, Pink, Backstreet Boys, Katy Perry, Kelly Clarkson, Leila K, Army of Lovers, Apocalyptica, Ke$ha, Taio Cruz, Usher, One Direction, Ariana Grande, Selena Gomez, Sam Smith, Bon Jovi czy Taylor Swift.

## Kariera
W połowie lat 80. przyjął pseudonim Martin White i założył zespół glammetalowy It’s Alive. W 1994 nawiązał współpracę z producentem muzycznym Denizzem PoPem, z którym napisał debiutancką piosenkę dla grupy Backstreet Boys – „We’ve Got It Goin’ on”. Następnie stworzył dla zespołu utwór „Quit Playing Games (with My Heart)” z 1996.

### Współpraca z Britney Spears
W 1997 nawiązał współpracę z wówczas 15-letnią Britney Spears. Napisał tekst i wyprodukował piosenkę „…Baby One More Time” i współtworzył inne piosenki (m.in. „(You Drive Me) Crazy” z albumu piosenkarki pt. …Baby One More Time. Razem z Ramim Yacoubem stworzył materiał na płytę pt. Oops!... I Did It Again, w tym m.in. utwory „Stronger” i „Lucky”. Napisał także kilka piosenek na trzeci studyjny album Spears oraz współtworzył drugi singiel z płyty „Overprotected”, „I’m Not a Girl, Not Yet a Woman” i „Cinderella”, którą napisał razem ze Spears i Ramim. Współpracę z artystką wznowił w 2008, produkując dla niej piosenkę „If U Seek Amy” na jej szósty album pt. Circus. W 2009 skomponował utwór „3” promujący składankę największych hitów piosenkarki. W tym samym roku napisał też piosenki: „I Wanna Go” oraz „Up N Down”, które znalazły się na siódmym albumie artystki. Wraz z Dr.Luke został producentem wykonawczym krążka pt. Femme Fatale. Na tej płycie znalazły się piosenki jego autorstwa, takie jak „Till the World Ends” (we współpracy z Keshą), „Hold It Against Me”, „Inside Out”, „Seal It with a Kiss” i „Criminal”.

### Współpraca z Katy Perry i P!nk
Był współautorem piosenek „I Kissed a Girl” i „Hot n Cold” Katy Perry, pochodzących z drugiego studyjnego albumu piosenkarki pt. One of the Boys.
Z Pink współpracuje od albumu I’m Not Dead wydanego w 2006 (napisał dla niej m.in. utwory: „U + Ur Hand” czy „Who Knew”). W 2008 wznowił współpracę z Pink i napisał dla niej piosenkę „So What” i inne piosenki z albumu pt. Funhouse.

### Współpraca z Christiną Aguilerą
Jest współautorem oraz współproducentem dwóch utworów, które znalazły się na siódmym albumie studyjnym Christiny Aguilery zatytułowanym Lotus z 2012 roku. „Your Body” wydany został jako pierwszy singel promujący płytę, a „Let There Be Love”, choć nieopublikowany na singlu, promowany był występami i teledyskiem. Producent stworzył też dla Aguilery trzecią piosenkę, „Easier to Lie”, którą odrzucono z tracklisty Lotus. W 2013 roku odrzucony utwór przejęła Cassadee Pope, zwyciężczyni amerykańskiej edycji talent show The Voice, która nagrała utwór na swój debiutancki album.

## Nagrody Grammy
Max Martin zdobył 5 Nagród Grammy i 21 nominacji do niej:
- 2017 – 59. ceremonia w kategoriach:
  - Album roku – 25 Adele
  - Best Song Written For Visual Media „Can’t Stop the Feeling!” Justina Timberlake’a
- 2016 – 58. ceremonia w kategoriach:
  - Album roku – 1989 Taylor Swift
  - Best Pop Vocal Album – 1989
- 2015 – 58. ceremonia w kategorii: Producer Of The Year, Non-Classical (osobiście, za całokształt pracy w danym okresie)